# Hueso ilion
El hueso ilion es el hueso más grande de la pelvis, uno de tres huesos que forman la cintura pélvica y conecta la columna vertebral a cada extremidad inferior. El nombre del hueso proviene del latín que significa «lomo» o «flanco».

## Descripción
El ilion es un hueso ancho y en forma de abanico, que constituye las secciones superior y lateral de la pelvis. Es divisible en tres partes: el cuerpo—que es la parte central del hueso—, el ala y la cresta. La separación entre las dos primeras está indicada en la superficie interna o abdominal por una línea curva, la arcuata y en la cara externa que da hacia la pierna está separada por el margen del acetábulo. Las alas se extienden a cada lado de la espina dorsal. La cresta ilíaca es la porción superior y corre desde la espina ilíaca anterior hasta la espina ilíaca posterior.

## Distribución
El ilion está presente en la mayoría de los vertebrados incluidos los mamíferos y pájaros, pero no se encuentra en peces óseos. Todos los reptiles tienen un ilion con la excepción de las serpientes, a pesar de que algunas especies de culebras tiene un pequeño hueso que se considera ser el ilion.